# Stanislav Angelovič
Stanislav Angelovič (ur. 26 marca 1982 w Bratysławie) – słowacki piłkarz występujący na pozycji obrońcy. Od 2015 jest grającym trenerem w ŠK Svätý Jur.
W latach 2002–2005 był piłkarzem Interu Bratysława. Następnie był piłkarzem klubu FC Senec. W sezonie 2007/2008 grał w klubie z Ligat ha’Al, Maccabi Netanja. Rok później powrócił do ojczyzny zostając graczem Slovana Bratysława. Wraz z tym klubem świętował mistrzostwo Słowacji. W 2009 roku przeniósł się do MŠK Žilina. Z tym klubem również sięgnął po czempionat. W sezonie 2010/2011 wraz z drużyną grał w fazie grupowej Ligi Mistrzów.